# Лаоське письмо
Лаоське письмо (лаос. ອັກສອນລາວ) — силабічна абетка (абугіда), за допомогою якої записується лаоська мова. Містить 27 приголосних літер, 7 приголосних лігатур, 33 голосних та 4 тонових маркери.

## Історія
Як і більшість абеток Південно-східної Азії походить від південноіндійського письма, зокрема Брахмі, Паллава. На неї впливала також кхмерська система письма, що виникла раніше. Лаоська писемність розвивалася разом з тайською, оскільки обидві мови схожі і належать до однієї сім'ї.
Реформа письма, яку запровадили на базі дослідження Вонгвічіт Фума 1967 року, відкинула деякі беззвучні літери, запозичені зі слів сакральної мови Палі, та унормувала написання слів згідно з сучасним їх звучанням. Була відкинута літера на позначення звуку [r], оскільки на відміну від тайської мови у лаоській вона читається як [l]. Реформа значно спростила сприйняття текстів на письмі і поглибила різницю між тайською та лаоською абеткою.
Літери лаоського письма увійшли в першу версію Unicode і займають там блок U+0E80–U+0EFF, а цифри ряд U+0EDx. Тривалий час лаоська абетка не використовувалася в інтерфейсах операційних систем Windows. Офіційно її стали підтримувати лише з виходом Windows Vista.
Комп'ютерний шрифт для лаоського письма Phetsarath OT не підтримували мобільні телефони і користувачам доводилося використовувати тайські чи англійські версії програм. В 2011 році Міністерство Пошти та Телекомунікацій офіційно затвердило доопрацьований шрифт Phetsarath OT як національний стандарт.

## Специфіка

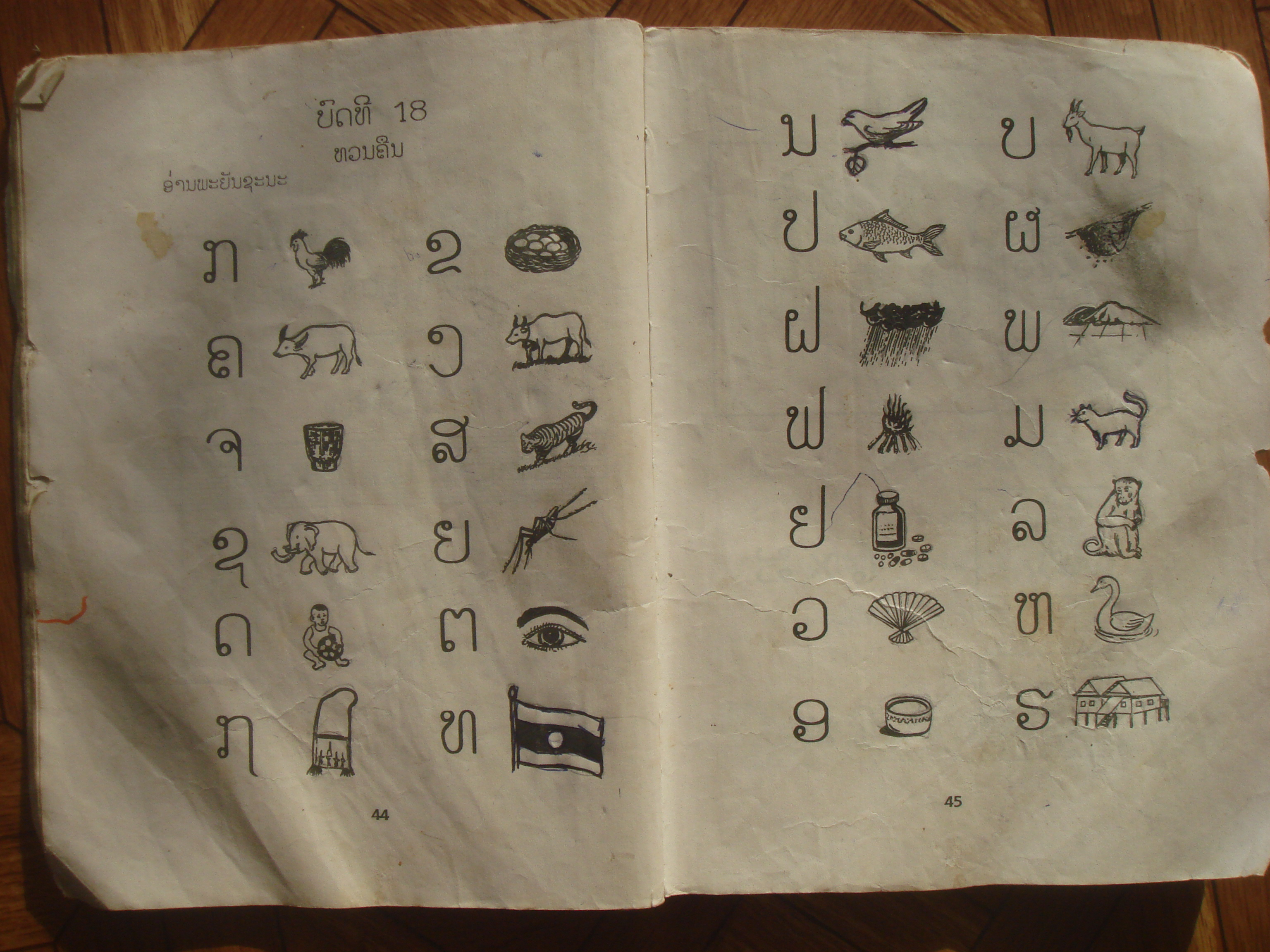
Підручник з ілюстрованою абеткою

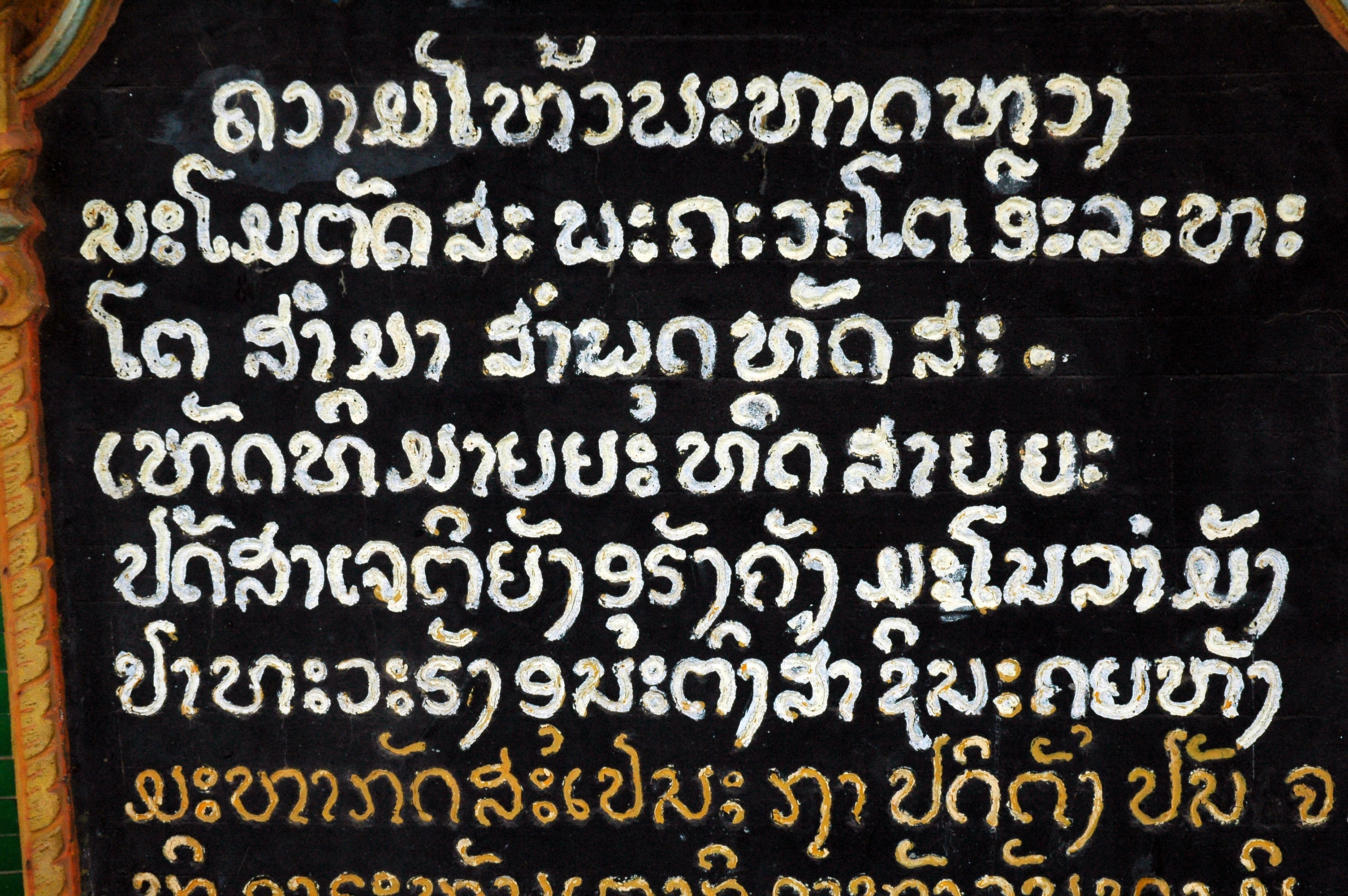
Напис у храмі

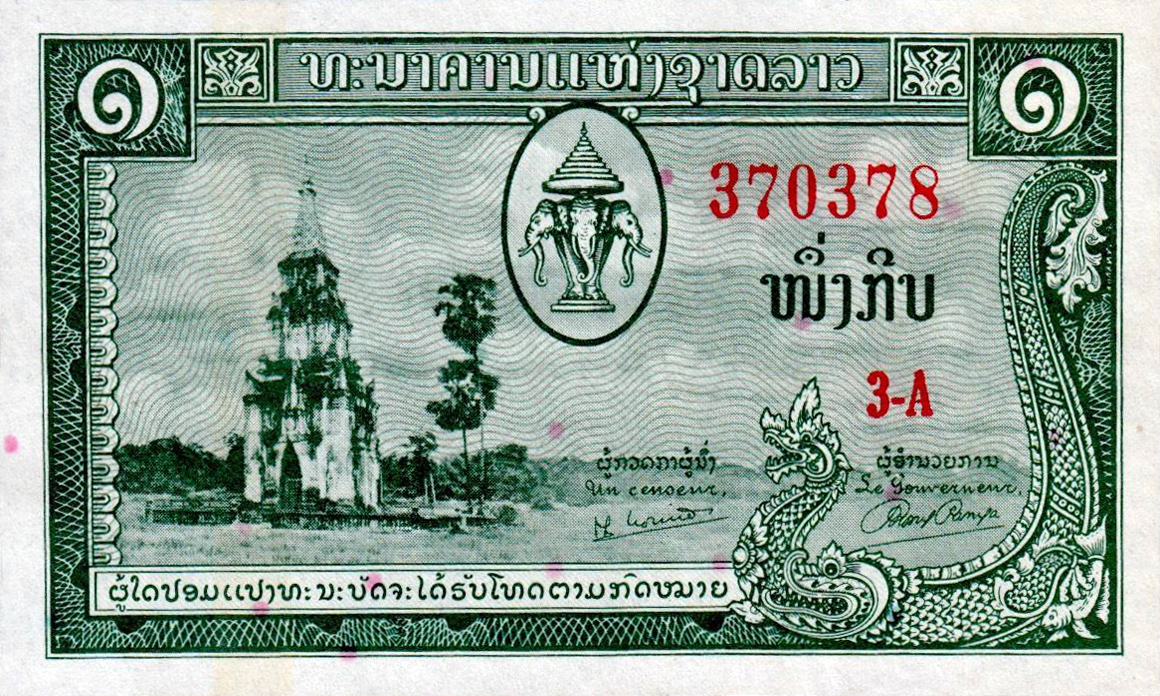
Написи на грошах

Як і у тайській абетці, кожна літера позначається і називається окремим словом.
| Абетка | IPA  | Назва  | Назва               |
| ------ | ---- | ------ | ------------------- |
| ກ      | [k]  | ກ ໄກ່   | Ко кай (курка)      |
| ຂ      | [kʰ] | ຂ ໄຂ່   | Кхо кхай (яйце)     |
| ຄ      | [kʰ] | ຄ ຄວາຍ | Кхо кхуай (буфало)  |
| ງ      | [ŋ]  | ງ ງົວ   | Нго нгуа (корова)   |
| ຈ      | [tɕ] | ຈ ຈອກ  | Тьо тьок (горнятко) |
| ສ      | [s]  | ສ ເສືອ  | Со сыа (тигр)       |
| ຊ      | [s]  | ຊ ຊ້າງ  | Со санг (слон)      |
| ຍ      | [ɲ]  | ຍ ຍຸງ   | Ньо ньунг (комар)   |
| ດ      | [d]  | ດ ເດັກ  | До дек (дитина)     |
| ຕ      | [t]  | ຕ ຕາ   | То та (око)         |
| ຖ      | [tʰ] | ຖ ຖົງ   | Тхо тхонг (торба)   |
| ທ      | [tʰ] | ທ ທຸງ   | Тхо тхунг (прапор)  |
| ນ      | [n]  | ນ ນົກ   | Но нок (пташка)     |

| Абетка | IPA  | Назва  | Назва              |
| ------ | ---- | ------ | ------------------ |
| ບ      | [b]  | ບ ແບ້   | Бо бе (козел)      |
| ປ      | [p]  | ປ ປາ   | По па (риба)       |
| ຜ      | [pʰ] | ຜ ເຜິ້ງ  | Пхо пхэнг (бджола) |
| ຝ      | [f]  | ຝ ຝົນ   | Фо фон (дощ)       |
| ພ      | [pʰ] | ພ ພູ    | Пхо пху (гора)     |
| ຟ      | [f]  | ຟ ໄຟ   | Фо фай (вогонь)    |
| ມ      | [m]  | ມ ແມວ  | Мо мэу (кішка)     |
| ຢ      | [j]  | ຢ ຢາ   | Йо йа (ліки)       |
| ລ      | [l]  | ລ ລີງ   | Ло линг (мавпа)    |
| ວ      | [w]  | ວ ວີ    | Во ви (віяло)      |
| ຫ      | [h]  | ຫ ຫ່ານ  | Хо хан (гусак)     |
| ອ      | [ʔ]  | ອ ໂອ   | О о (чаша)         |
| ຮ      | [h]  | ຮ ເຮືອນ | Хо хыан (дім)      |

Через історичні фонетичні зміни у лаоській мові багато літер стали означати 2 звуки, залежно від місця положення у складі. Наприклад ຂ звучить як [kh] на початку складу і [k] у кінці.
Інша відмінна особливість лаоського письма — наявність трьох класів літер, що визначають який тон буде використовуватися у цьому складі. Щоб визначити який саме із шести тонів має бути використаний, існує складна система ідентифікації. Також на їх позначення існують спеціальні тональні маркери, серед яких лише два широко використовуються.
Як і інші похідні від індійської писемності Брахмі лаоська абетка містить лише приголосні літери. Голосні позначаються діакритичними знаками. У лаоській мові їх дев'ять [i], [ɯ], [u], [e], [ɤ], [o], [æ], [a] та [ɔ]. Вони можуть бути довгі, короткі та комбіновані у дифтонги. Як результат на письмі вони позначаються великою кількістю різних діакритичних знаків. Деякі голосні мають по два знаки залежно чи знаходяться вони у складі між приголосними чи в іншій позиції.
В лаоському письмі слова не відділяються пробілами. Їх використовують лише для позначення кінця речення чи параграфа.

## Цифри
Лаоське письмо включає в себе також оригінальні цифри.
| Індо-арабські цифри | 0      | 1      | 2      | 3     | 4    | 5    | 6     | 7      | 8     | 9     | 10    | 20    |
| ------------------- | ------ | ------ | ------ | ----- | ---- | ---- | ----- | ------ | ----- | ----- | ----- | ----- |
| Лаоські цифри       | ໐      | ໑      | ໒      | ໓     | ໔    | ໕    | ໖     | ໗      | ໘     | ໙     | ໑໐    | ໒໐    |
| Транскрипція        | [soun] | [nung] | [song] | [sam] | [si] | [ha] | [hok] | [chet] | [pèt] | [kao] | [sip] | [xao] |